# Polygala guerichiana
Polygala guerichiana är en jungfrulinsväxtart som beskrevs av Adolf Engler. Polygala guerichiana ingår i släktet jungfrulinssläktet, och familjen jungfrulinsväxter. Inga underarter finns listade i Catalogue of Life.